# Sheepy Parva
Sheepy Parva – przysiółek w Anglii, w Leicestershire, w dystrykcie Hinckley and Bosworth, w civil parish Sheepy. W 1931 roku civil parish liczyła 70 mieszkańców. Sheepy Parva jest wspomniana w Domesday Book (1086) jako Scepehe.